# Jacob Wallenberg (född 1992)
Jacob Wallenberg, född 1992 är en svensk näringslivsprofil.

## Uppväxt
Jacob Wallenberg är son till Jacob Wallenberg och Marie Wehtje samt dotterson till Urban Wehtje. Han har studerat vid Wharton School, University of Pennsylvania i USA. Han har smeknamnet ”Joppi”.

## Karriär
Wallenberg har arbetat på McKinsey & Company och andra techbolag i USA och är 2025 vice President of People & Talent på fintechbolaget Ramp i New York. Vid riskbolaget EQTs årsmöte 27 maj 2025 valdes han in i styrelsen som ledamot. Han blev därmed den andra (efter Fred Wallenberg) i Wallenbergfamiljens sjätte generation som intog en plats i något av familjens maktbolag.